# Francisco Antonio Cano

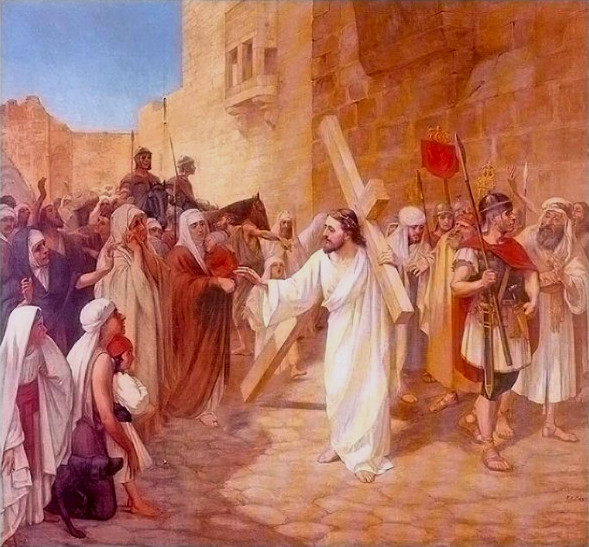
L'œuvre de Cano, El Cristo del Perdón est visible dans la cathédrale métropolitaine de Medellín.

Francisco Antonio Cano Cardona, né le 25 novembre 1865 à Yarumal et mort le 11 mai 1935, est un peintre et sculpteur colombien. Il est reconnu pour ses travaux qui dépeignent l'identité culturelle du pays et de la région. Une de ses œuvres les plus connues, Horizontes (1913), représente la colonización antioqueña qui a eu lieu au cours de la seconde moitié du XIXe et début du XXe siècle dans la région d'Eje cafetero ou dans la región paisa.